# Địa chính trị
Địa-chính trị (tiếng Anh: geopolitics) là lĩnh vực nghiên cứu về tác động của các yếu tố địa lý tới hành vi của các quốc gia và quan hệ quốc tế. Cụ thể, địa chính trị xem xét việc các yếu tố như vị trí địa lý, khí hậu, tài nguyên thiên nhiên, dân số, hay địa hình tác động như thế nào tới chính sách đối ngoại của một quốc gia và vị thế của quốc gia đó trong hệ thống quốc tế.

## Tổng quát
Địa-chính trị (tiếng Anh: Geo-politics) là thuật ngữ chỉ nghệ thuật/cách thức sử dụng quyền lực hay ảnh hưởng chính trị trên một phạm vi lãnh thổ nhất định. Mới đầu, thuật ngữ này chủ yếu ám chỉ tác động của yếu tố địa lý lên chính trị, nhưng hơn thế kỷ qua nó đã phát triển và mang nghĩa rộng hơn.
Về lý thuyết thì việc học tập và nghiên cứu địa-chính trị bao gồm việc phân tích các yếu tố địa lý, lịch sử và khoa học xã hội trong sự tương quan với chính trị không gian và các mô hình ở các quy mô khác nhau (từ cấp độ quốc gia đến quốc tế).
Thuật ngữ "Địa-chính trị" được tạo ra vào đầu thế kỷ 20 bởi Rudolf Kjellen, một nhà chính trị học người Thụy Điển. Kjellen được nhà địa lý người Đức Friedrich Ratzel (xuất bản cuốn Địa lý chính trị) gợi mở ý tưởng vào năm 1897 và sau đó được dùng phổ biến trong tiếng Anh bởi nhà ngoại giao người Mỹ Robert Strausz-Hupe, một giảng viên của trường Đại học Pennsylvania. Halford Mackinder cũng góp phần phổ cập nó mặc dù bản thân ông không dùng thuật ngữ "Địa chính trị". Kjillen cho rằng các đặc điểm về kinh tế, chính trị và quân sự của một quốc gia bắt nguồn từ các yếu tố địa lý và môi trường của quốc gia đó. Các yếu tố địa lý này có thể thúc đẩy hoặc kìm hãm sự phát triển về kinh tế-xã hội và chính trị, đồng thời góp phần định hình bản sắc và lịch sử của mỗi quốc gia. Kjellen đặc biệt chú ý tới tác động của các đặc điểm địa lý như núi non và đại dương đối với sinh mệnh chính trị của các quốc gia 